# Marie de Hennezel
Pour les articles homonymes, voir Hennezel.
Marie de Hennezel, née sous le nom complet de Marie Marguerite Jacqueline Gaultier de La Ferrière le 5 août 1946 à Lyon, est une psychologue, psychothérapeute et écrivaine française.
Elle est connue pour son engagement à l'amélioration des conditions de la fin de vie. Ses ouvrages, ses deux rapports au gouvernement et ses prises de parole sur le sujet ont contribué à l'évolution de l'image du vieillissement et du grand âge dans notre société.

## Biographie
Ancienne élève des maisons d’éducation de la Légion d’honneur, Marie de Hennezel est diplômée de l'Institut de management et de communication interculturels (ISIT) (1966) et titulaire d'une maîtrise d’anglais de l'université Paris III.

Après avoir enseigné l'anglais, elle reprend des études pour devenir psychologue clinicienne. Elle obtient un diplôme d'études supérieures spécialisées (DESS) de psychologie clinique à l'université Paris IV puis un Diplôme d'études approfondies (DEA) de psychanalyse à l'université Paris VII en 1975.
De 1975 à 1984, elle exerce comme psychologue clinicienne au sein de plusieurs bureaux d’aide sociale et au Planning familial, c'est l'époque de la loi Veil. De 1984 à 1986, elle est psychologue clinicienne au sein d’un service de psychiatrie, au Centre hospitalier régional de Villejuif,,.
Par l'intermédiaire de son frère Jacques de la Ferrière, alors chef de protocole à l'Élysée, elle fait la connaissance du président Mitterrand en novembre 1984. S'ensuivront des rencontres avec François Mitterrand durant les douze dernières années de sa vie jusqu’en janvier 1996. — Pour le 20e anniversaire de sa mort, Marie de Hennezel publie son ouvrage « Croire aux forces de l’esprit »  qui dessine les contours de sa personnalité intérieure méconnue. —,.
En 1987, elle intègre la première unité de soins palliatifs créée en France, à l'hôpital international de l'université de Paris, par François Mitterrand. À partir de 1992, elle partage son temps entre cette unité et une unité de soins Sida, à l'Hôpital Notre-Dame-du-Bon-Secours. Elle relate cette expérience auprès des personnes en fin de vie dans un livre préfacé par François Mitterrand : La mort intime,, publié aux éditions Robert Laffont (1995) et traduit dans une vingtaine de langues.
Son travail au sein d’associations diverses, et son engagement dans l’accompagnement de la fin de la vie auprès de personnes atteintes par le VIH , l’amènent à compléter sa formation en psychanalyse jungienne avec une formation en hapno-psychothérapie au Centre international de recherche et de développement de l'haptonomie (CIRDH) en 1992.
Elle émet une opinion défavorable à la légalisation de l'aide à mourir par l'euthanasie volontaire ou le suicide assisté.

## Œuvre
De 1996 à 2002, elle transmet l’expérience d'accompagnement, acquise auprès des personnes en fin de vie, à travers conférences, , et formations destinées aux professionnels de santé.
En 2002, le ministre de la Santé, de la Famille et des Personnes handicapées, Jean-François Mattei, lui confie une mission et un rapport à rédiger sur la fin de vie. Ce rapport « Fin de vie, le devoir d’accompagnement » (octobre 2003) a inspiré la mission parlementaire sur l'accompagnement de la fin de la vie , et la loi du 22 avril 2005 « Droits des malades et fin de vie » en est un prolongement. Auditionné par la mission parlementaire, Jean-François Mattei, a regretté qu'« à la solidarité qui se manifestait autrefois autour des mourants se soit substituée une solitude, un chacun pour soi qui n’encourage pas à faire confiance aux autres et qui fait que l’on préfère compter sur soi.» 
En janvier 2005, Philippe Douste-Blazy, ministre de la Santé, lui confie une mission de diffusion de la culture palliative. Il met en œuvre une des mesures de son rapport, la création d’un numéro azur : « Accompagner la fin de la vie : s’informer, en parler », qu’il inaugure le 12 mai 2005. Marie de Hennezel effectue alors un tour de France des régions, pendant deux ans, pour évaluer l’avancée des soins palliatifs et animer des forums d’information sur la loi Leonetti et de sensibilisation aux bonnes pratiques en fin de vie. Elle remet à Roselyne Bachelot son rapport de mission « la France palliative », dans lequel elle dénonce « l'inégalité de la diffusion de la culture palliative dans notre pays » et le manque de moyens pour la mettre en place. Elle fait toutefois  état « d'initiatives intéressantes dont on pourrait s'inspirer » et de propositions concrètes. Elle conclut en rappelant que ces mesures « supposent la volonté politique de faire de cette pédagogie de la loi, une priorité ».
En février 2010 elle est nommée membre du comité de pilotage de l’Observatoire national de la fin de vie. Elle démissionne de ce comité en 2012, à la suite d’un désaccord concernant la méthodologie de l’observatoire, elle conteste l’utilité de multiplier des rapports onéreux qui risquent de rester lettre morte. Elle aurait, quant à elle, privilégié la rencontre « sur le terrain » des personnes qui sont directement confrontées aux difficultés de la fin de la vie
,,.
Marie de Hennezel anime régulièrement des séminaires sur « l'art de bien vieillir » pour Audiens, la mutuelle et la caisse de retraite des professions du spectacle, de l'audio-visuel et de la presse. Elle est membre du comité d’honneur du collectif Plus digne la vie et est également administratrice et membre du comité scientifique de la Fondation Korian, elle anime depuis 2010 des « parcours l'aventure de vieillir » au sein des résidences service Domitys,.
En février 2017, à la demande de l'ONG Elise Care, Marie de Hennezel est partie au Kurdistan irakien former les psychologues chargées du soutien psychologique des réfugiés yézidis, et notamment des femmes revenues des camps de Daesh[source insuffisante].

## Ouvrages
- La mort intime  (préf. François Mitterrand), éditions Robert Laffont, 1995 (présentation en ligne)[7].
- en collaboration avec Jean-Yves Leloup, L'art de mourir : traditions religieuses et spiritualité humaniste face à la mort aujourd’hui, Robert Laffont, 1997 (présentation en ligne)[30].
- La quête du sens : ouvrage collectif avec la participation de Marie de Hennezel, Roland Rech, Stan Rougier, Lama Puntso, Swâmi Saraswati, Jean-Paul Guetny, Cheikh Khaled Bentounès, Richard Moss, Christiane Singer, éditions Albin Michel, 2000, réédité en 2004 (présentation en ligne).
- Croître jusqu'au dernier moment, l'intégrale des entretiens Noms de Dieux d'Edmond Blattchen, Alice, 2001.  (ISBN 978-2930182612)
- Le Grand livre de la tendresse, éditions Albin Michel, 2002.
- Le souci de l'autre, Robert Laffont, 2004 (présentation en ligne).
- Mourir les yeux ouverts, éditions Albin Michel, 2005 (présentation en ligne).
- Nous ne nous sommes pas dit au revoir : la dimension humaine du débat sur l'euthanasie, éditions Robert Laffont, 2006 (présentation en ligne).
- La chaleur du cœur empêche nos corps de rouiller, éditions Robert Laffont, 2008 (présentation en ligne).
- La Sagesse d’une Psychologue, Éditions du 81, 2009 (présentation en ligne)[4].
- en collaboration avec Bertrand Vergely, Une vie pour se mettre au monde, Carnets nord, 2010 (présentation en ligne).
- en collaboration avec Édouard de Hennezel, Qu'allons nous faire de vous, éditions Carnets nord, 2011.
- Nous voulons tous mourir dans la dignité, éditions Robert Laffont, 2013.
- J'ai choisi de me battre, j'ai choisi de guérir, éditions Robert Laffont, 2014 avec Claude Pinault.
- Sex and sixty : un avenir pour l'intimité amoureuse, éditions Robert Laffont, 2015.
- L'âge, le désir et l'amour, éditions Pocket 2016.
- Croire aux forces de l'esprit (récit), éditions Fayard, réd. Pocket (2018, 2016 (ISBN 978-2-213-70141-7, présentation en ligne) [31],[32].
- Et si vieillir libérait la tendresse, In Press, 2019, en collaboration avec Philippe Gutton.
- L'adieu interdit, Plon, 2020 (présentation en ligne).
- Vivre avec l'invisible, Robert Laffont, 2022 (ISBN 978-2-221-25121-8, présentation en ligne)[33].

## Décorations  et distinctions
- Chevalière de la Légion d'honneur, sur proposition du Premier ministre Lionel Jospin, le 31 décembre 1998[1]. Les insignes de chevalier de la Légion d'honneur lui sont remis par Sœur Emmanuelle, le 9 juin 1999.
- Officière de l'ordre national du Mérite, par Jean-François Mattei, en mars 2003.

- Docteur honoris causa de l'université de Namur (21 mars 2007)[34].

En 2018, comme Élisabeth Roudinesco, elle se porte candidate au fauteuil 36 de l'Académie française, laissé vacant par Philippe Beaussant.
C'est Barbara Cassin qui est élue.